# Hugo Gernsback
Hugo Gernsback (Luxemburgo, 16 de agosto de 1884 — Nova York, 19 de agosto de 1967) foi um inventor e editor, além de autor de ficção científica. Emigrou para os Estados Unidos em 1905 para tentar comercializar uma pilha que havia inventado e que ninguém queria comprar em seu país. A partir de 1908 publicou a revista "Modern Electrics" que em poucos anos evoluiu para a primeira revista do mundo exclusivamente dedicada à ficção científica, Amazing Stories, em 1926. É nesta revista que inventou nos anos 20 o termo "cientificção" antes de se decidir pelo definitivo "ficção científica". Nas suas revistas de ficção científica deu a sua primeira oportunidade a autores como Isaac Asimov, Arthur C. Clarke, Robert A. Heinlein, entre muitos outros.
Suas contribuições para o gênero como editor - embora não como escritor - foram tão significativas que, junto com os romancistas H.G. Wells e Júlio Verne,, ele às vezes é chamado de "O Pai da Ficção Científica".  
Em sua homenagem, o  Prémio Hugo é entregue a vários trabalhos de ficção científica anualmente, pelos membros da World Science Fiction Society.

## Como escritor
Frederik Pohl disse em 1965 que Amazing Stories de Gernsback publicou "o tipo de histórias que o próprio Gernsback costumava escrever: uma espécie de catálogo animado de gadgets".  A ficção de Gernsback inclui o romance Ralph 124C 41+; o título é um trocadilho com a frase "um para prever para muitos" ("um mais"). Embora Ralph 124C 41+ tenha sido descrito como o pioneiro de muitas ideias e temas encontrados em trabalhos posteriores de ficção científica, muitas vezes foi negligenciado devido ao que a maioria dos críticos considera uma qualidade artística pobre. O autor Brian Aldiss chamou a história de um "conto analfabeto espalhafatoso" e uma "mistura lamentável", Lester del Rey chamou isso de "simplesmente terrível". Enquanto a maioria dos outros críticos modernos têm pouco a dizer sobre a escrita da história, Ralph 124C 41+ é considerado pelo crítico de ficção científica Gary Westfahl como "texto essencial para todos os estudos de ficção científica".
O segundo romance de Gernsback, As Aventuras Científicas do Barão Münchausen, foi publicado em série em Amazing Stories em 1928.
Terceiro (e último) romance de Gernsback, Ultimate World, escrito c. 1958, não foi publicado até 1971. Lester del Rey o descreveu simplesmente como "um livro ruim", marcado mais por comentários sociais rotineiros do que por uma visão científica ou extrapolação. James Blish, em uma crítica cáustica, descreveu o romance como "incompetente, pedante, sem graça, incrível, despovoado e enfadonho" e concluiu que sua publicação "não realiza nada além de colocar uma mancha na memória de um homem justamente honrado".
Gernsback combinou sua ficção e ciência na revista Everyday Science and Mechanics, servindo como editor na década de 1930.

## Como editor - Lista de revistas editadas ou publicadas por Gernsback

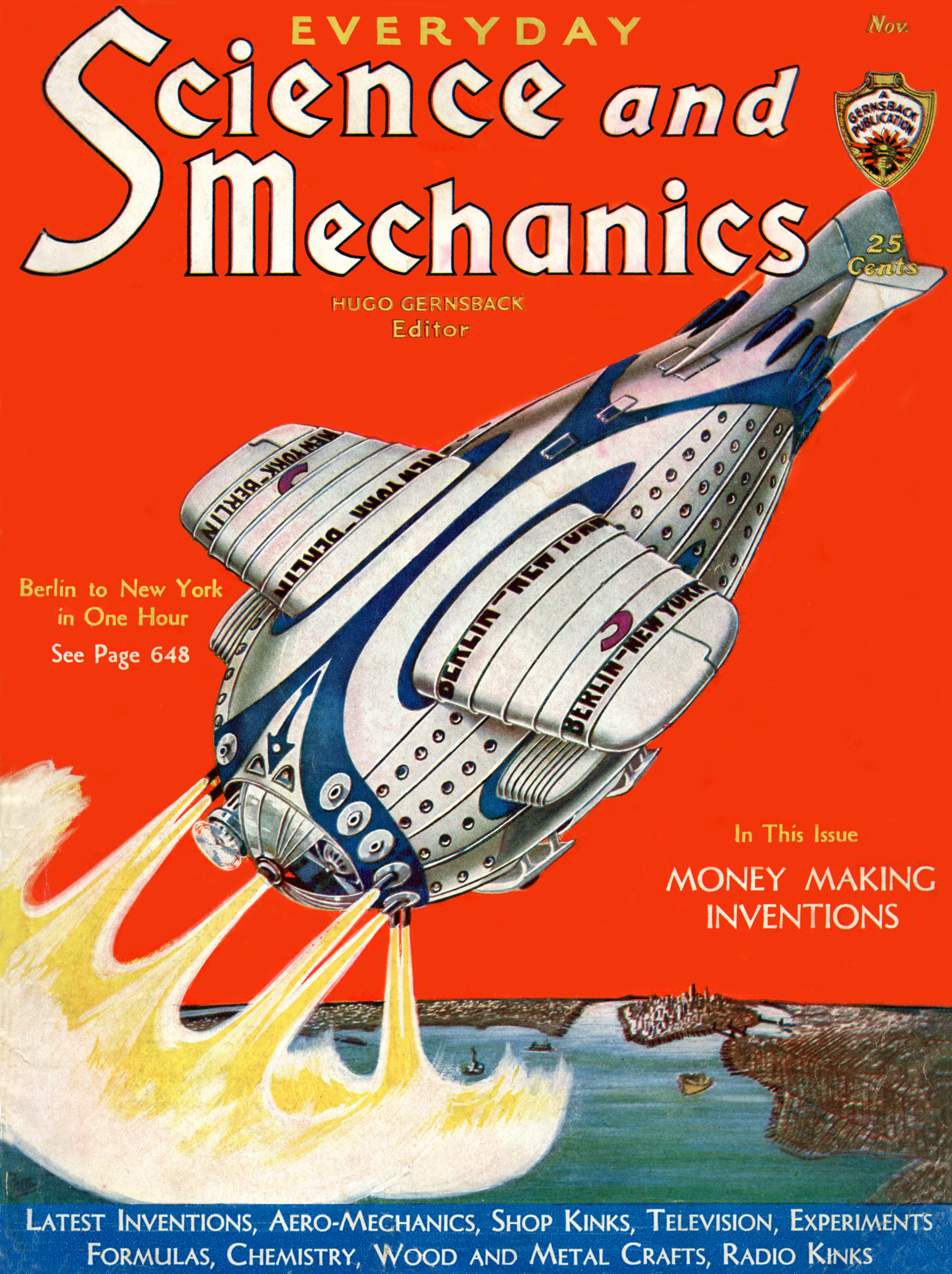
Edição de novembro de 1931 da revista Everyday Science and Mechanics

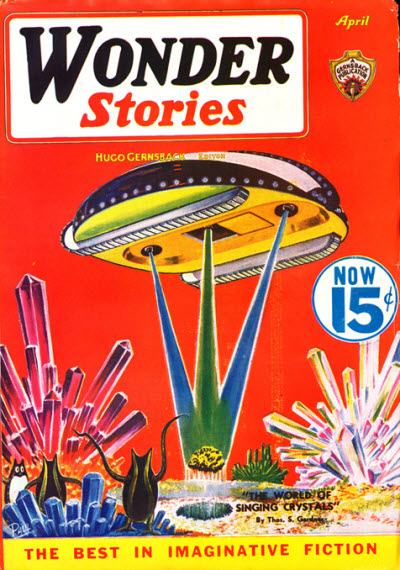
A década de publicação de revistas de ficção científica de Gernsback chegou ao fim com a última edição das Wonder Stories em 1936. Além da curta Science-Fiction Plus dos anos 1950, ele nunca mais voltou a esse negócio

- Air Wonder Stories –  julho de 1929 a maio de 1930, fundido com Science Wonder Stories para formar Wonder Stories
- Amazing Detective Stories
- Amazing Stories
- Aviation Mechanics
- Electrical Experimenter – 1913 to 1920; tornou-se Science and Invention
- Everyday Mechanics – from 1929; alterado para Everyday Science and Mechanics a partir da edição de outubro de 1931
- Everyday Science and Mechanics – consulte Science and Mechanics
- The Experimenter –  originalmente Practical Electrics , a primeira edição com este título foi novembro de 1924; fundida com Science and Invention em 1926
- Facts of Life
- Flight
- Fotocraft
- French Humor – tornou-se Tidbits
- Gadgets
- High Seas Adventures
- Know Yourself
- Life Guide
- Light
- Luz
- Milady
- Modern Electrics – 1908 to 1914 (vendida em 1913; novos proprietários fundiram com Electrician and Mechanic)
- Moneymaking
- Motor Camper & Tourist
- New Ideas for Everybody
- Pirate Stories
- Popular Medicine
- Popular Microscopy –  pelo menos até maio-junho de 1935 (vol 1 # 6)
- Practical Electrics – dezembro de 1921 a outubro de 1924, tornou-se The Experimenter
- Radio Amateur News – July 1919 to July 1920, julho de 1919 a julho de 1920, abandonou a palavra "amador" e tornou-se apenas Radio News
- Radio and Television
- Radio-Craft — julho de 1929 a junho de 1948, tornou-se Radio-Electronics
- Radio-Electronics —  julho de 1948 a janeiro de 2003
- Radio Electronics Weekly Business Letter
- Radio Listeners Guide and Call Book
- Radio News — July 1919 (com Radio Amateur News) a julho de 1948
- Radio Program Weekly
- Radio Review
- Science and Invention – anteriormente Electrical Experimenter; publicado de agosto de 1920 a agosto de 1931
- Science and Mechanics – originalmente Everyday Mechanics; mudou para Everyday Science and Mechanics em 1931. "Everyday" saiu como uma edição de março de 1937 e foi publicado como Science and Mechanics até 1976
- Science Fiction Plus – março a dezembro de 1953
- Science Wonder Stories – junho de 1929 a maio de 1930, mescladas com as Air Wonder Stories para formar Wonder Stories
- Science Wonder Quarterly – outono de 1929 a primavera de 1930,renomeado Wonder Stories Quarterly e continuando até o inverno de 1933
- Scientific Detective Monthly
- Sexologia
- Sexology
- Short-Wave and Television
- Short-Wave Craft – merged into Radio-Craft
- Short-Wave Listener
- Superworld Comics
- Technocracy Review
- Television – 1928
- Television News – março de 1931 a outubro de 1932; fundido na Radio Review e, em seguida, na Radio News a partir de março de 1933
- Tidbits, originalmente French Humor
- Woman's Digest
- Wonder Stories – June 1930 to April 1936
- Your Body
- Your Dreams

## Patentes
Gernsback detinha 80 patentes na época de sua morte na cidade de Nova York em 19 de agosto de 1967.
Sua primeira patente foi um novo método para a fabricação de baterias de célula seca, uma patente solicitada em 28 de junho de 1906 e concedida em 5 de fevereiro de 1907.
Entre suas invenções estão uma escova e um pente elétricos combinados (Patente US 1 016 138), 1912; uma almofada de ouvido (Patente US 1 514 152), 1927; e uma pescaria hidráulica (Patente US 2 718 083), 1955.
Outras patentes detidas por Gernsback estão relacionadas a: lâmpada incandescente, regulador de eletroheostato, condensador eletroajustável, detector, relé, potenciômetro, interruptor eletrolítico, condensador variável rotativo, espelho elétrico luminoso, transmissor, cartão postal, faixa de telefone, dispositivo de som eletromagnético, diversões submersíveis Dispositivo, aparelho para aterrissar máquinas voadoras, receptor de telefone sintonizado, válvula elétrica, detector, aparelho acústico, fonte eletricamente operada, terminal de cabo, montagem de bobina, buzina de rádio, condensador variável, interruptor, receptor de telefone, detector de cristal, processo para montagem de indutâncias, depilador, Instrumento do Aprendiz do Código.